# Wydad Témara
Wydad Témara, ook wel bekend als Wydad Sportif de Témara, is een Marokkaanse voetbalclub, gevestigd in de Marokkaanse stad Témara. De in 1993 opgerichte club komt uit in de Botola 2 en speelt zijn thuiswedstrijden in Stade Yacoub El Mansour. De traditionele uitrusting van Wydad Témara bestaat uit een rood en wit tenue.
Raja de Beni Mellal ·
Club Jeunesse Ben Guerir ·
Rachad Bernoussi ·
Youssoufia Berrechid ·
Maghreb Fez ·
Wydad de Fès ·
JA Kasbah Tadla ·
KAC Kenitra ·
Jeunesse Massira ·
Mouloudia Oujda ·
US Musulmane d'Oujda ·
AS Salé ·
Union de Sidi Kacem ·
Wydad de Témara ·
Ittihad Zemmouri de Khémisset